# ハイランドパーク (イリノイ州)
ハイランドパーク（Highland Park）は、アメリカ合衆国イリノイ州のレイク郡にある都市。人口は3万0173人（2024年推計）。シカゴの北40キロメートル、ミシガン湖畔に位置している。富裕層の住民が多い。

## 概要
1869年に市として法人化された。鉄道の開通を契機として開発されたが、当初は入植して農業を営む者が多かった。1900年頃から本格的に住宅地造成が始まり人口が増加した。市内にはフランク・ロイド・ライトが設計した家が幾つかある。
ハイランドパークは伝統的にシカゴのプロバスケットボール選手の家が多い。マイケル・ジョーダンやスコッティ・ピッペンも現役時代に住んでいた。

## 関係者

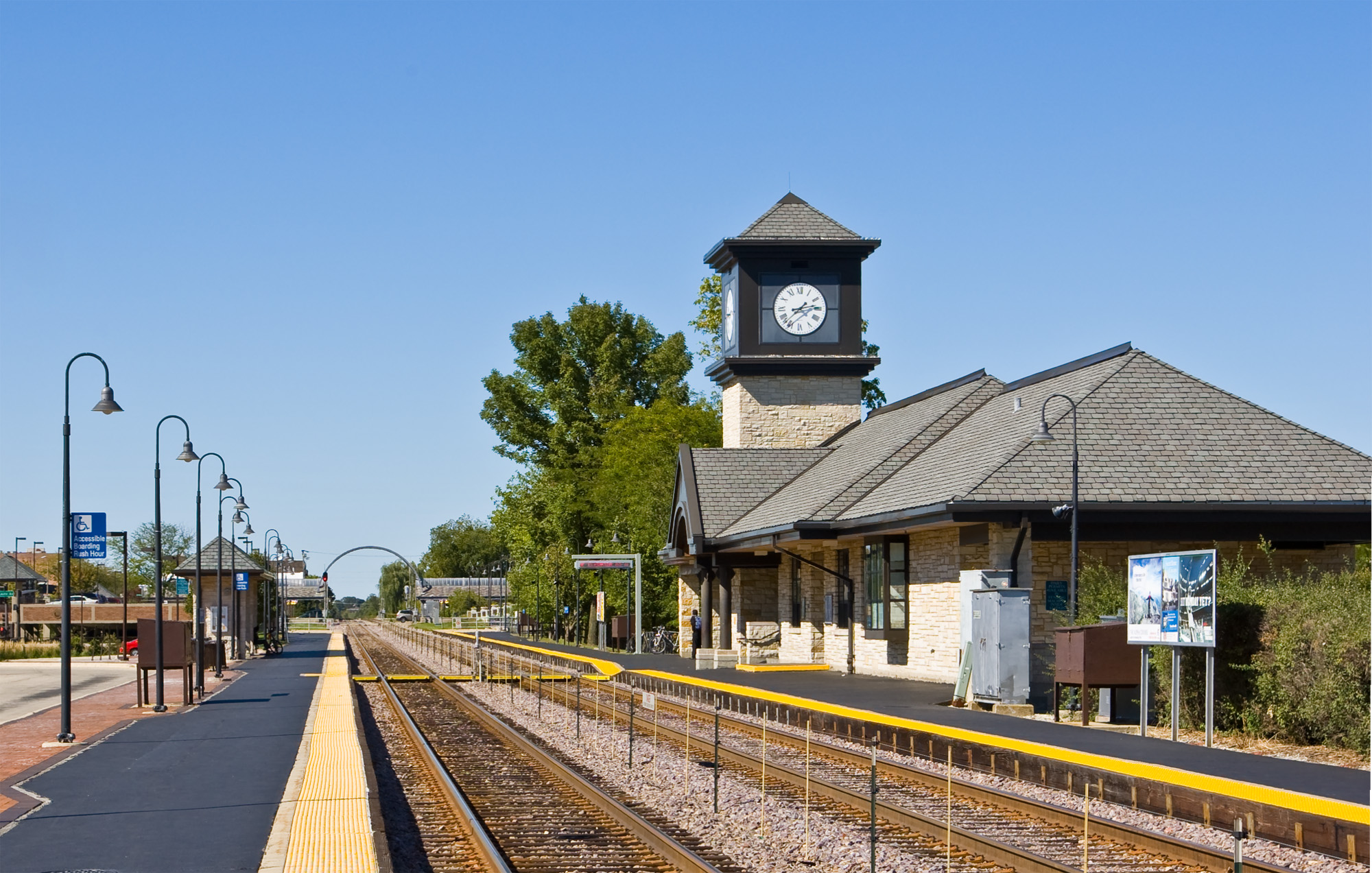
メトラ ハイランドパーク駅

- リチャード・マークス（歌手）
- イェンス・イェンセン（造園家）
- イライシャ・グレイ（発明家）